# Боржомська ущелина

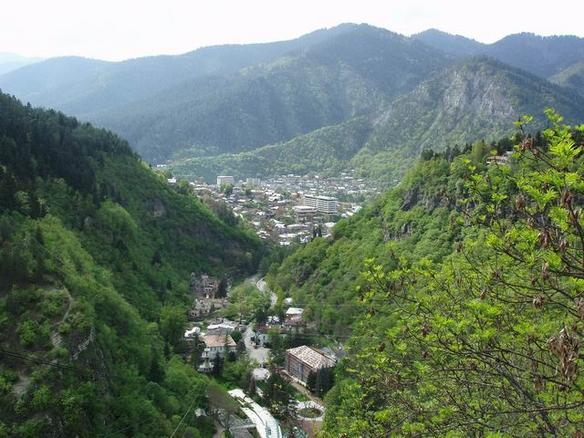
Вид на м. Боржомі

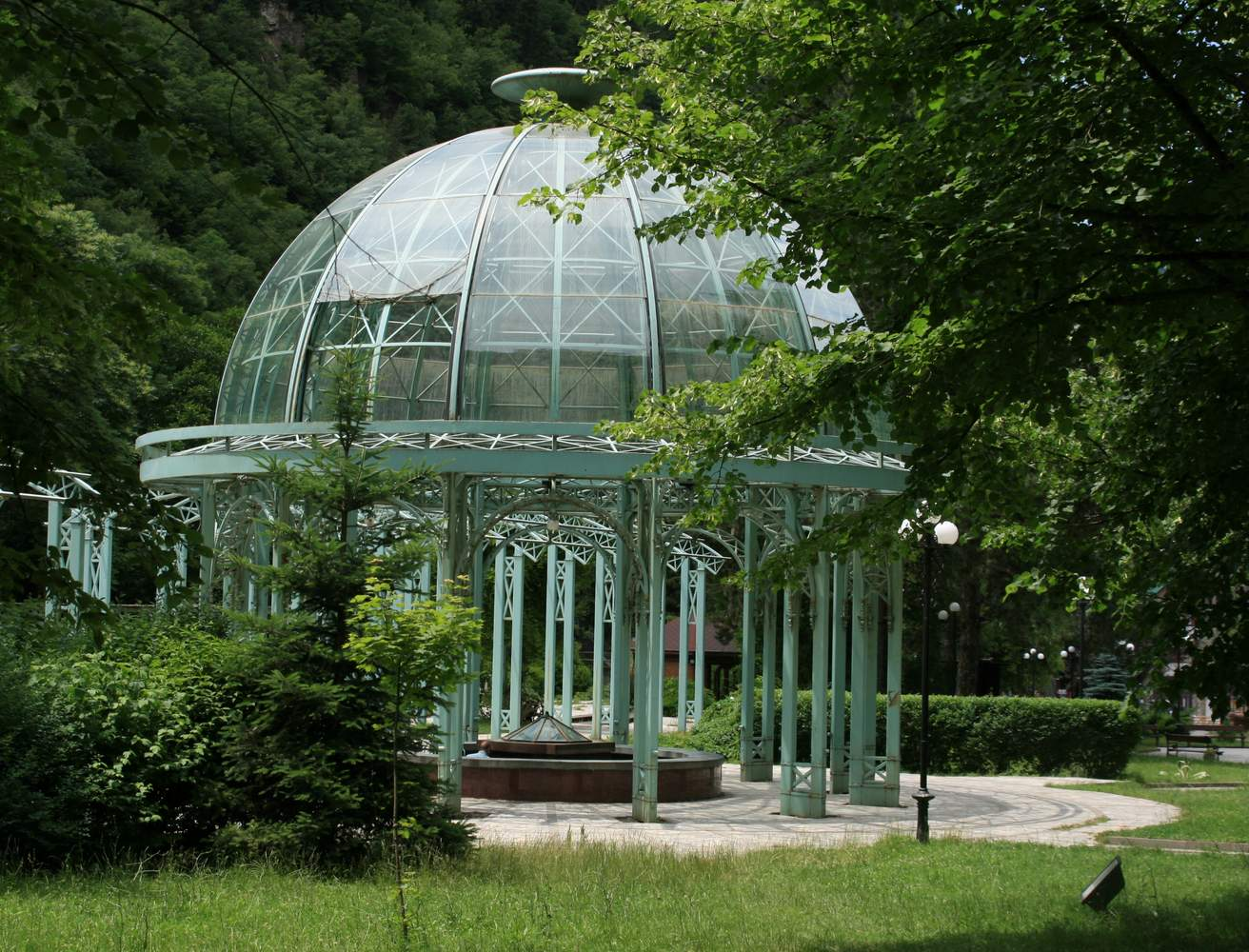
Джерело мінеральної води

Боржомська ущелина (груз. ბორჯომის ხეობა) — каньйон в долині річки Кури, розділяє Месхетський і Тріалетський хребти Малого Кавказу. Довжина ущелини 60 км, глибина 1300—1500 м. Схили вкриті змішаним та хвойним лісом.
В ущелині розташоване місто Боржомі, на схилах Месхетського хребта — Боржомі-Харагаулі. Відомі джерела мінеральної води «Боржомі». У вершині ущелини — гаряче джерело яке виливається у басейн.
Ущелину перетинає нафтопровід Баку — Тбілісі — Джейхан.
На початку ХХІ ст. у Боржомській ущелині академіком Абесаломом Векуа зроблені унікальні археологічні знахідки людей-велетнів